# 老豆搵仔
「老豆搵仔」（英語：Dadfindboy）是香港一個成立於2019年7月7日的Telegram頻道，超過13萬個訂戶，該頻道以披露警員個人身份著稱。自警員在2019年拒絕按《警察通例》出示委任證開始，警員相關個人隱私便被「老豆搵仔」曝光。資訊網站「香港編年史」亦有使用及整合「老豆搵仔」的資料。
2019年9月，有人因向「老豆搵仔」透露香港警察親友資訊而被逮捕。2019年10月25日，高等法院頒布臨時禁制令，禁止公眾披露警員及其家人的個人資料，「老豆搵仔」的管理員表示會繼續發佈新資料，亦不會刪除舊資料。但同年11月7日，「老豆搵仔」一度停止更新，疑似與臨時禁制令有關。
2020年9月，「老豆搵仔」在Patreon發起眾籌。香港警方表示，資助「老豆搵仔」可能觸犯法例。而截至2020年12月，該頻道依然維持運作。

## 背景
2019年，香港反送中運動爆發，香港警察自元朗721事件後因警暴問題等備受批評，亦被部份市民指責警黑合作，社會上出現了一種對警察不信任的情緒。由於警員開始拒絕在行動中按照《警察通例》出示委任證，市民辨認警員身份困難，第三方辨認警員的渠道便應運而生。「老豆搵仔」的名字建立於另一個著名臉書群組，誕生之初主要針對拒絕出示委任證的警員作出起底。

## 相關事件

### 技術員向「老豆搵仔」提供資料被拘捕
2019年9月29日，一名香港電訊技術員因於向紅磡警署停車場內拍攝警員的私家車車牌，被警員以涉嫌遊蕩逮捕。警員調查發現其涉嫌向「老豆搵仔」提供一名陳姓督察的資料，使其警員編號等個人資料在同年9月7日和8日被公開。。該名技術員之後被控5項罪名，分別為1項遊蕩罪，3項「不誠實地獲益而取用電腦」罪、1項「披露未經資料使用者同意而取得的個人資料」罪。2020年10月9日，灣仔區域法院裁定該名技術員，除遊蕩罪外的其餘四項罪名全部成立，判處監禁兩年。

### 臨時禁制令的影響
2019年10月25日，高等法院批出臨時禁制令，禁止公眾披露警員及其家人的個人資料。「老豆搵仔」的管理員回覆《明報》查詢時，表示會繼續發佈新資料，亦不會刪除舊資料。有管理員在頻道中表示「禁制令真係驚條鐵」。
但同年11月7日，「老豆搵仔」一度停止更新，疑與禁制令有關。「老豆搵仔」頻道的舊有訊息則因「頻道違反Telegram使用條款」，而無法顯示。律政司回應《香港01》時指因事件在司法程序中，不作評論。

### 「香港編年史」被封鎖事件
資訊網站「香港編年史」亦有使用及整合「老豆搵仔」的資料。2021年1月7日晚上，「香港編年史」總編輯陳妍茵發出聲明，指6日起接獲大量香港使用者報告稱無法連接至該站，質疑多間互聯網服務供應商 (ISP)屈服於政府要求封鎖網站。警方稱其依一貫做法不對個別案件作評論，但又引用港區國安法回應，指警方可要求服務供應商對「構成危害國家安全罪行」的網站或信息進行禁制。根據明報報道，這是警方首次引用國安法第43條封鎖網站。對此，香港寬頻表示沒有封鎖使用者連接至該網，惟聲明中稱用戶報告有參與封鎖的互聯網服務供應商包括數碼通、中國移動香港、香港寬頻網絡以及電訊盈科。2021年1月14日，香港寬頻網絡回覆傳媒查詢時首次承認按港區國安法要求封鎖「香港編年史」。保安局局長李家超於1月20日在立法會被問到為何警方至今未有解釋時，只表示「警方已經向你們交代」。民主派資訊科技界選委黃浩華表示今次事件屬警方首次引用《國安法》「封網」，又認為李家超作為保安局局長有責任清楚解釋國安處「封網」的具體界線，否則只會引起香港社會驚恐。

### 透過眾籌平台收集捐款
2020年8月底，「老豆搵仔」為了提升資訊安全、補全資料庫，透過眾籌平台Patreon要求網民以月費形式給予資金援助。其後在9月3日，警方在面書上發布短片不點名公開該「起底」平台的舉動，並提醒市民資助他人進行違法行為，有可能觸犯法例和不要心存僥倖以身試法。

## 註解
1. ↑  現代漢語意為「(我們)怕禁制令幹什麼」。

## 外部連結
- 老豆搵仔（页面存档备份，存于）